# Живи били па видјели
„Живи били па видјели” је југословенски и хрватски филм први пут приказан 18. априла 1979. године. Режирали су га Бруно Гамулин и Миливој Пухловски који су написали и сценарио.

## Радња
Студент архитектуре Јанко Визек на задњој години студија упознаје девојку Мартину. Њихова се љубав одиграва између његовог студентског дома и елитне четврти у којој она станује са родитељима.

## Улоге
| Глумац            | Улога                 |
| ----------------- | --------------------- |
| Младен Васари     | Јанко Визек           |
| Сања Вејновић     | Мартина Сечан         |
| Борис Бузанчић    | Бранко Сечан          |
| Ана Карић         | Марта                 |
| Жарко Поточњак    | Макс                  |
| Данко Љуштина     | Ђуро                  |
| Љубо Капор        |                       |
| Звонимир Зоричић  | Ковач                 |
| Божидар Смиљанић  | Клариц                |
| Мирјана Боханец   | Гђа. Кларић           |
| Божидар Алић      | Мате Алић             |
| Томислав Дурбешић | Професор              |
| Звонимир Торјанац | (као Звонко Торјанац) |
| Ана Марија Сутеј  |                       |
| Ђуро Утјешановић  |                       |
| Борис Фестини     | Станодавац            |
| Ивица Катић       |                       |
| Илија Ивезић      |                       |
| Владимир Пухало   |                       |
| Дамир Шабан       | Полицајац             |

Остале улоге  ▼
| Глумац               | Улога                     |
| -------------------- | ------------------------- |
| Милан Плећаш         |                           |
| Дубравко Сидор       |                           |
| Људевит Галић        |                           |
| Јадранка Елезовић    |                           |
| Вјенцеслав Капурал   |                           |
| Слободан Миловановић | Службеник студент сервиса |
| Љубо Зечевић         |                           |
| Јован Стефановић     |                           |
| Владимир Облешћук    |                           |
| Едита Липовшек       |                           |
| Владимир Бачић       |                           |
| Мирела Брекало       | Јела                      |
| Олга Пивац           |                           |
| Есма Караселимовић   |                           |
| Бранко Дегенек       |                           |
| Раде Шербеџија       |                           |
| Весна Стилиновић     |                           |

## Награде
- Пула 79'[2][4]

1. Златна арена за музику
2. Диплома жирија за режију
3. Награда листа Зум репортер за режију
4. Пазинска ружа Сањи Вејновић
5. Награда Импереxпорта (Трст) за монтажу Дамиру Герману и тон Марјану Лончару и Младену Пребилу

- Ниш 79'[2]

1. Награда листа Двоје Сањи Вејновић и Младену Васарију за најбоље остварене љубавне улоге
2. Награда листа Вечерње новости за најбољег натуршчика Сањи Вејновић

- Карлове Вари 80' - службени програм[2]